# Claudia Alexander

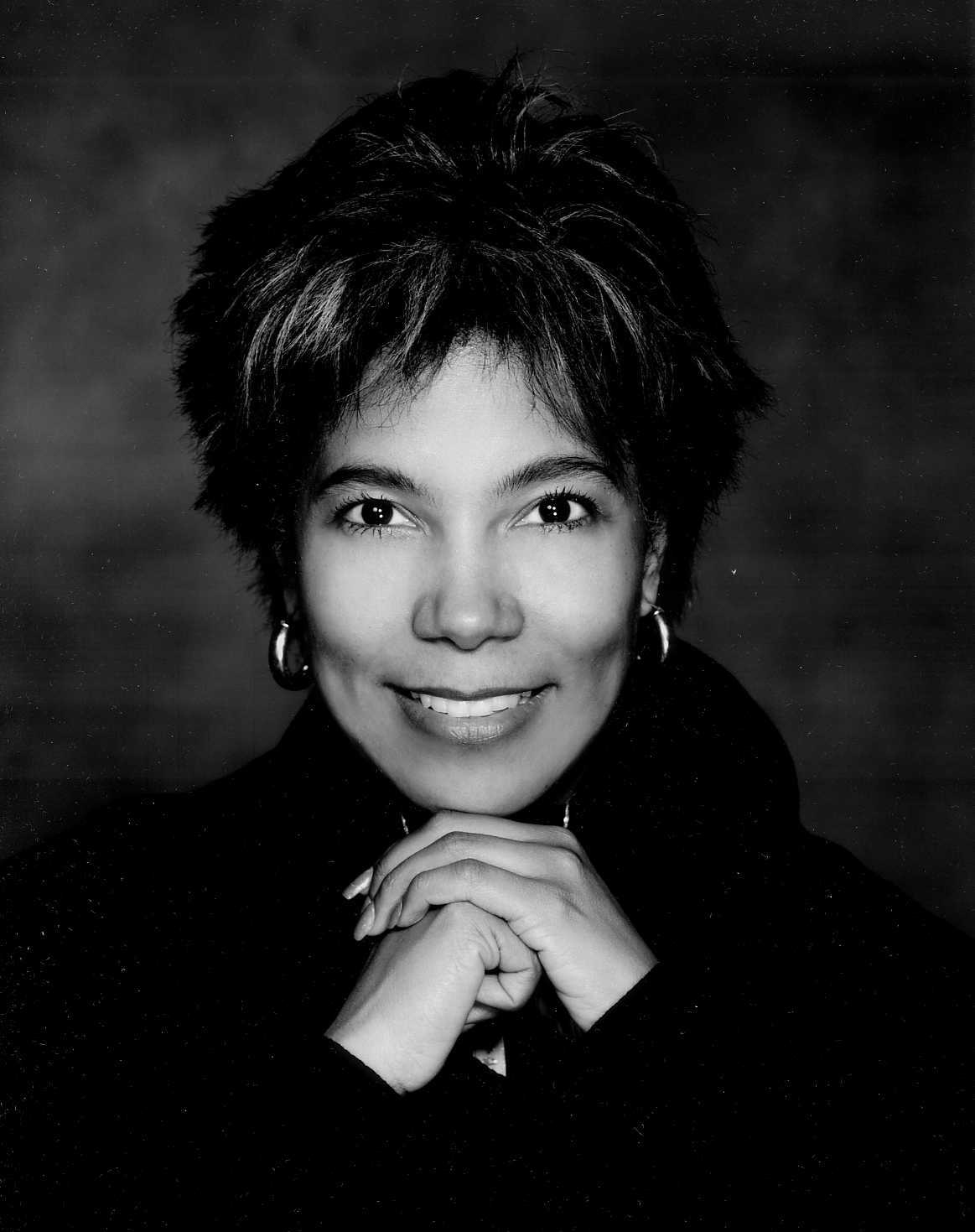
Claudia Alexander

 Claudia Joan Alexander (* 30. Mai 1959 in Vancouver, British Columbia; † 11. Juli 2015 in Arcadia, Kalifornien) war eine kanadisch-amerikanische Physikerin. Sie war die letzte Projektmanagerin der 14-jährigen Galileo-Mission, die 2003 endete und sie war die Projektwissenschaftlerin der NASA für das Rosetta-Projekt der Europäischen Weltraumorganisation zur Untersuchung des Kometen Tschurjumow-Gerassimenko.

## Leben und Werk
Alexander war eines von drei Kindern der Unternehmensbibliothekarin Gaynelle Justena Williams Alexander (1929–2017), die bei dem Mikrochiphersteller Intel arbeitete, und des Sozialarbeiters Harold Alfred Alexander (1917–2010). Ihre Familie zog 1960 nach Nordkalifornien und sie wuchs in Santa Clara (Kalifornien) auf. Sie studierte Geophysik an der University of California, Berkeley, wo sie 1983 einen Bachelor-Abschluss erwarb. 1985 erhielt sie ihren Master-Abschluss in Geophysik und Weltraumphysik an der University of California, Los Angeles. 1993 promovierte sie bei Tamas Gombosi an der University of Michigan.
Sie forschte am United States Geological Survey, bevor sie 1986 zum Jet Propulsion Laboratory der NASA wechselte. Sie arbeitete dort als wissenschaftliche Koordinatorin für die Mission der Galileo-Raumsonde, bevor sie Projektmanagerin der Mission wurde. Die Mission entdeckte 21 neue Jupitermonde und das Vorhandensein einer Atmosphäre auf Ganymed. Alexander war die letzte Projektmanagerin für die Mission und überwachte den Eintritt des Raumfahrzeugs in die Jupiter-Atmosphäre am Ende der Mission 2003.
1998 wurde sie die US-amerikanische Projektwissenschaftlerin bei der Weltraummission Rosetta der Europäischen Weltraumorganisation ESA. Über einen längeren Zeitraum war sie auch Projektmanagerin und koordinierte mit der ESA die Reise des Orbiters zum Rendezvous mit dem Kometen 67P / Churyumov-Gerasimenko.
Alexander forschte in verschiedenen Bereichen der Weltraumphysik: der Evolution und inneren Physik von Kometen, Jupiter und seinen Monden, Magnetosphären, Plattentektonik, Weltraumplasma, den Diskontinuitäten und der Expansion des Sonnenwinds und dem Planeten Venus. Sie arbeitete auch mit ihrem Projektteam als wissenschaftliche Koordinatorin an der Cassini-Mission zur Erforschung des Planeten Saturn.
Neben ihrer wissenschaftlichen Arbeit schrieb sie Kinderbücher, darunter einige der Windows to Adventure-Serien. Sie war Mitglied der Romance Writers of America.
Am 11. Juli 2015 starb sie im Alter von 56 Jahren nach einem 10-jährigen Kampf gegen Brustkrebs im Methodist Hospital of Southern California in Arcadia, Kalifornien.

## Auszeichnungen
- 1993 wurde sie zur „U-M Woman of the Year in Human Relations“ ernannt.[2]
- 2002: AOSS Alumni Merit Award
- 2003 wurde Alexander von der Career Communications Group, Inc. auf der National Women of Colour Research Sciences and Technology Conference mit der Emerald Honor for Women of Color in Research & Engineering ausgezeichnet.[4]
- Das Claudia-Alexander-Stipendium wurde 2007 von ihrem Onkel Jiles Williams für Studenten am College of Engineering der University of Michigan eingerichtet.[5]
- 2015 ehrten Wissenschaftler der Rosetta-Mission der Europäischen Weltraumorganisation ihre verstorbene Kollegin, indem sie ein Merkmal auf dem Missionsziel, dem Kometen 67P / Churyumov-Gerasimenko, nach ihr benannten. Ein torartiges Merkmal auf dem  Kometen wurde C. Alexander Gate genannt.[6]
- Am 28. September 2015 wurde ein Asteroid nach ihr benannt: (296907) Alexander.[7]

## Mitgliedschaften
- American Geophysical Union
- Association for Women Geoscientists

## Veröffentlichungen (Auswahl)
- mit D. Sweetnam, S. Gulkis, P. Weissman, D. Holmes, J. Burch, R. Goldstein, P. Mokashi, J. Parker, S. Fuselier, L. McFadden: The U.S. Rosetta Project at its first Science Target: Asteroid (2867) Steins. IEEE Conference Proceedings, 2010.
- mit R. Carlson, G. Consolmagno, D. Morrison:  400 Years of Discovery at Europa. University of Arizona Press, 2009.
- Windows to Adventure: Which of the Mountains is Greatest of All?: Book 1. Red Phoenix Books, 2015, ISBN 978-1-937781-65-1.
- Windows to Adventure: Windows to the Morning Star: Book 2. Red Phoenix Books, 2012, ISBN 978-1-937781-66-8.